# ارمنستان در یونیورسیاد تابستانی ۲۰۱۳
ارمنستان در یونیورسیاد تابستانی ۲۰۱۳ که در شهر کازان، روسیه برگزار شد، کاروان ارمنستان با ۴۲ ورزشکار در ۱۰ رشته ورزشی در این رقابت‌ها شرکت کرد و موفق به کسب ۱۰ مدال (۱ طلا، ۵ نقره، ۴ نقره) شد. در جدول رتبه‌بندی توزیع مدال‌ها، ارمنستان در ردهٔ ۳۲ مسابقات قرار گرفت. پرچم‍دار کاروان ارمنستان در مراسم افتتاحیه،  بود.

### مدال‌آوران
| مدال | نام               | ورزش       | رشته             | تاریخ |
| ---- | ----------------- | ---------- | ---------------- | ----- |
| طلا  | تیگرات کیراکوسیان | سامبو      | ۵۲ ک‌گ            | ژوئیه |
| نقره | زاون آندریاسیان   | شطرنج      | انفرادی مردان    | ژوئیه |
| نقره | داویت صافاریان    | کشتی       | ۶۶ ک‌گ آزاد مردان | ژوئیه |
| نقره | ماکسیم مانوکیان   | کشتی       | ۸۴ ک‌گ فرنگی      | ژوئیه |
| نقره | آرتور آلکسانیان   | کشتی       | ۹۶ ک‌گ فرنگی      | ژوئیه |
| نقره | آرتور کیرجیان     | بوکس       | ۶۴ ک‌گ            | ژوئیه |
| برنز | آغاسی آغاسیان     | وزنه‎‌برداری | ۸۵ ک‌گ            | ژوئیه |
| برنز | هنریک موکویان     | بوکس       | ۵۶ ک‌گ            | ژوئیه |
| برنز | هاکوب آراکلیان    | سامبو      | +۱۰۰ ک‌گ          | ژوئیه |
| برنز | مهر کاراپتیان     | سامبو      | ۸۲ ک‌گ            | ژوئیه |

## بوکس
- کوریون سوقومونیان
- هنریک موکویان
- ساموئل بارسقیان
- آرتور کیرجیان

## جودو
- هاکوب آراکلیان
- گریگور ایوانیان
- داویت قازاریان
- آندرانیک چاپاریان

## دو و میدانی
- آشوت هایراپتیان

## سامبو
- تیگران کیراکوسیان
- گور مایلیان
- مارویک ناسیبیان
- مهر کاراپتیان
- هاکوب آراکلیان
- یرجانیک کاراپتیان
- سوسه بالاسانیان
- آنا بادالیان

## شنا
- وانه قاراخانی
- آرام کوستانیان

## شطرنج
- زاون آندریاسیان
- روبرت هوهانیسیان

## کشتی
آزاد
- ادگار ینوکیان[۱]
- موسی مرتضی‌علیف[۲]
- گریگور گریگوریان[۳]
- داویت صافاریان[۴]
- داویت خاچاطریان
- والودیا فرانگولیان[۵]
- گاریک بارسقیان[۶]

فرنگی
- آرتور آلکسانیان[۷]
- ماکسیم مانوکیان[۸]
- آرسن جولفالاکیان[۹]
- آرام جولفاکیان[۱۰]
- هاروتیون هوهانیسیان[۱۱]
- واچیک یغیازاریان[۱۲]

## کشتی کمربند
- آندرانیک چاپاریان
- آزات آبراهامیان
- گور مکرتچیان
- آرتور یرانوسیان
- کارن جانویان

## وزنه‌برداری
- سمبات مارگاریان[۱۳]
- آغاسی آغاسیان[۱۴]
- وارطان داوتیان[۱۵]